# Fernando Primo de Rivera y Orbaneja
Fernando Primo de Rivera y Orbaneja (Jerez de la Frontera, Cádiz, 30 de julio de 1879-Monte Arruit, Marruecos español, 6 de agosto de 1921) fue un militar español condecorado, junto con el conjunto del regimiento Alcántara, con la Cruz Laureada Colectiva por su actuación en la retirada hacia Monte Arruit durante el Desastre de Annual (1921). Hermano del general Miguel Primo de Rivera y Orbaneja y tío del fundador de Falange José Antonio Primo de Rivera. Ingresó en la Academia de Caballería en 1898, donde se convirtió en un excelente jinete y campeón de esgrima. Completó su formación en la Academia de Caballería francesa de Saumur. Era hijo del teniente coronel de Estado Mayor Miguel Primo de Rivera y Sobremonte y de Inés Orbaneja. Su tío fue el general Fernando Primo de Rivera, capitán general del Ejército, marqués de Estella y dos veces condecorado con la Gran Cruz de la Real y Militar Orden de San Fernando.

## Carrera militar
Ingresó en la Academia de Infantería de Toledo en junio de 1896, de la que salió promovido a segundo teniente en 1897 y destinado al Batallón de Cazadores de Segorbe, pero pocos días después se incorporó a la Academia de Caballería, en la que había obtenido el ingreso, siguiendo los estudios reglamentarios hasta que en diciembre de 1898 recibió por segunda vez el empleo de segundo teniente, esta vez del Arma de Caballería, en la que permanecería hasta su muerte y en la que destacaría como jinete y profesor de equitación.
En los años siguientes prestó servicio, sucesivamente, en los Regimientos de Cazadores de Vitoria y Lanceros de Villaviciosa, hasta que en mayo de 1902 fue nombrado ayudante de campo del general Álvarez de Sotomayor. Ascendido a primer teniente en 1903, fue destinado al Regimiento de Lanceros del Príncipe, ingresando posteriormente como alumno en la Escuela de Caballería de Saumur (Francia), donde permanecería durante dos años.
A su regreso a España fue destinado como profesor a la Escuela de Equitación Militar de Madrid, en la que continuó hasta su ascenso a capitán en enero de 1912, siendo entonces trasladado al Regimiento de Taxdirt, en Melilla, donde se hizo cargo del mando del 2.º Escuadrón. A partir de entonces participó en numerosos combates, en muchos de los cuales destacó por su gran valor, ganando la Cruz de María Cristina en ese mismo año, siendo citado como “Muy distinguido” y mereciendo el ascenso a comandante por méritos de guerra en el combate librado el 15 de mayo en Ulad Garen.
Con el nuevo empleo volvió a ejercer el profesorado en la Escuela de Equitación, en la que se mantuvo hasta su ascenso a teniente coronel en 1919, pasando entonces a la situación de disponible y agregado a la Escuela hasta la terminación del curso. Seguidamente fue nombrado jefe del Depósito de Sementales de la 1.ª Región Militar, manteniéndose en este cargo hasta que en enero de 1920 pudo regresar a Marruecos destinado al Regimiento de Cazadores de Alcántara como segundo jefe del mismo.

### Guerra de Marruecos: el desastre de Annual

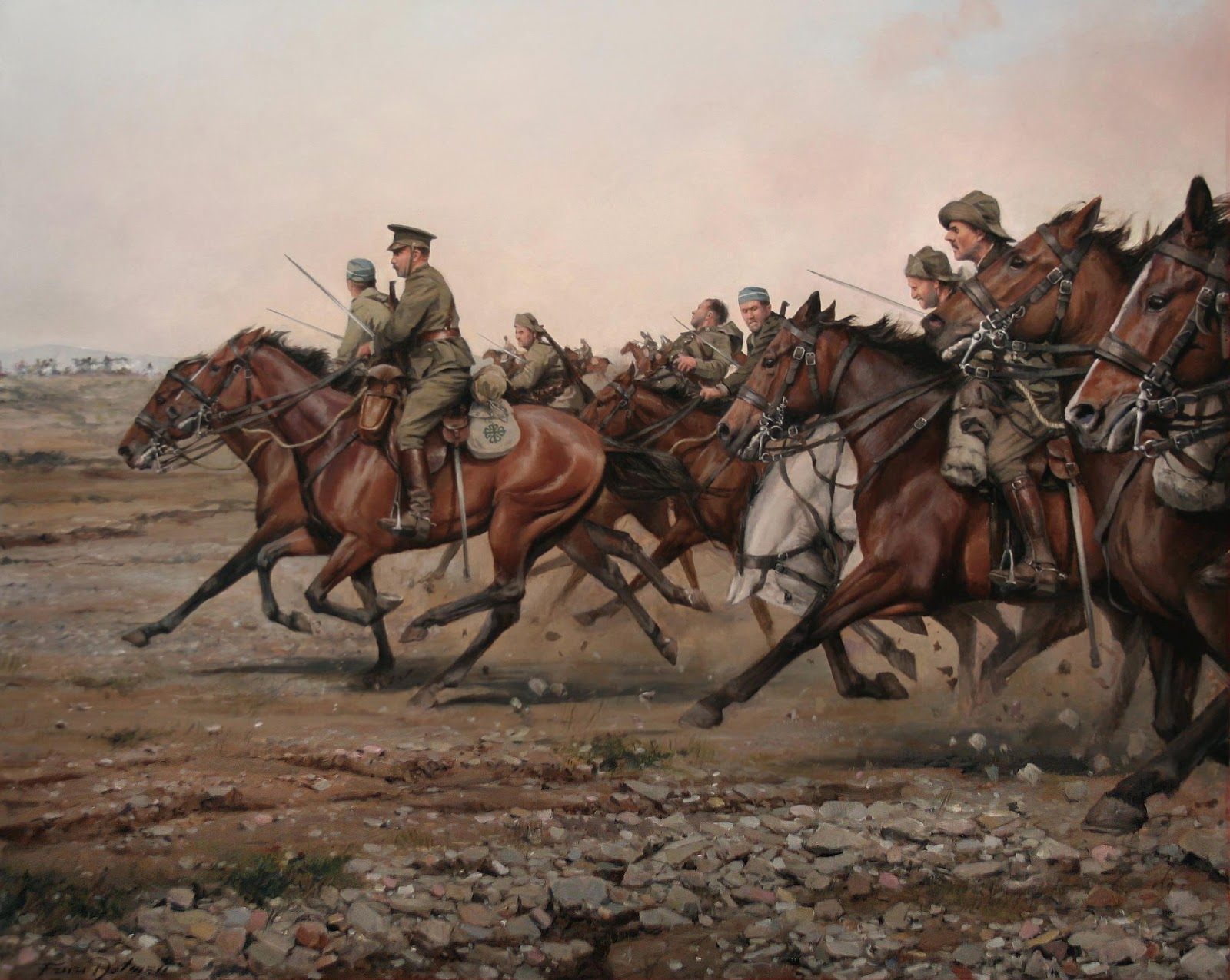
Carga del río Igan, cuadro de Augusto Ferrer-Dalmau.

Iniciadas las operaciones para la ocupación de una serie de posiciones que permitiesen dominar la bahía de Alhucemas, se conseguiría establecer una línea avanzada que cubría débilmente un frente de más de cincuenta kilómetros. Primo de Rivera participó en el mes de mayo en la toma de Haman, Auestia, Dar Drius, Tamasurit, Chaif, Ari-Kert y Carra-Midar. En junio se hizo cargo del mando del destacamento de Monte Arruit, en agosto se halló en la ocupación de Hamuda, Tafersit y Azib Midar, al mes siguiente en la de Izen Lasen y Buhafora y en diciembre en la de Ben-Tieb, Dar-Salah, Aixdir, Tugunt y otras.
El mes de enero de 1921 lo pasó en Melilla, trasladándose en febrero a la posición de Segangan, de la que se hizo cargo, volviendo a Melilla en marzo para un mes después trasladarse a Valladolid con el fin de asistir a los actos en que S. M. la Reina iba a ser nombrada “coronel honorario” del Regimiento de Victoria Eugenia y a la colocación de la primera piedra de los nuevos edificios de la Academia de Caballería.
En mayo de 1921 comenzaron los ataques de los moros sobre la mencionada línea de posiciones, perdiéndose Monte Abarrán el 2 de junio y siendo atacada Sidi Dris al día siguiente. Mientras esto sucedía, Primo de Rivera pasó todo el mes de junio en la posición de Segangan, marchando el 2 de julio a Dar Drius y asistiendo los días siguientes a la toma de las Posiciones A y B, e Igueriben.
El 20 de julio se hizo cargo del mando del Regimiento en Dar Drius y un día después cayó Igueriben, ordenándose a continuación la retirada de las tropas, que al producirse de forma desordenada ocasionaría el derrumbamiento de todo el frente.
El 22 de julio de 1921 el teniente coronel Primo de Rivera tenía desplegados los cinco escuadrones del regimiento, cuatro de sables y uno de ametralladoras (461 hombres: 22 oficiales y 439 de tropa) detrás de Izumar. El jefe del Regimiento, el coronel Manella, se hallaba en Annual al mando de la circunscripción desde hacía tres días.
El 23 de julio de 1921, el teniente coronel Primo de Rivera, en cumplimiento de la órdenes recibidas y al frente de su 2.º escuadrón, dos secciones del 4.º y una del 1.º del Regimiento de Alcántara, con un total de 192 jinetes, protege la retirada de Chaif hacia Dar Drius. Durante la retirada el Regimiento Alcántara carga repetidamente contra los rifeños, sufriendo fuertes pérdidas. Por su actuación fue propuesto para la Cruz Laureada de San Fernando, que se le concedió póstumamente en 1923.
Ese mismo día, se le dio la orden de proteger la retirada desde Dar Drius a Batel (Tistutín), durante la que volvió a realizar valerosas cargas contra los rifeños, que supusieron casi la aniquilación de su maltrecho regimiento. Las cargas realizadas durante el cruce del río Igan fueron durísimas, teniendo que realizarlas al final a pie debido a haber perdido ya la mayoría de los caballos. Con gran serenidad protegió al frente de los escuadrones de su Regimiento los sucesivos repliegues de las fuerzas desde Annual hacia Batel y Monte Arruit, la arenga a sus tropas fue «“¡Soldados! Ha llegado la hora del sacrificio. Que cada cual cumpla con su deber. Si no lo hacemos, vuestras madres, vuestras mujeres, vuestras novias, dirán que somos unos cobardes. Vamos a demostrar que no lo somos» y con valor y ejemplo cargó a la cabeza de sus jinetes.
De los cerca de setecientos hombres que componían los escuadrones, solamente llegaron ilesos alrededor de setenta a Monte Arruit, a cuya defensa contribuyó el teniente coronel Primo de Rivera. Murió en Monte Arruit el 6 de agosto de 1921, como consecuencia de la herida producida por un casco de granada de la artillería enemiga que le alcanzó el brazo derecho mientras observaba el fuego de cañón desde el parapeto. Por esta herida el capitán médico Rebollar le hubo de amputar el brazo sin anestesia debido a los escasos medios con los que se contaba en la posición. Murió poco después a causa de la gangrena. Durante el asedio se comportó valerosamente, en constante combate, dirigiendo y animando a todos con su heroico ejemplo.
Hasta que no se recuperó Monte Arruit el 24 de octubre no se pudieron retirar sus restos del lugar en que habían sido enterrados por sus propios soldados, dándoseles a continuación sepultura en el cementerio de Melilla, donde permanecieron hasta ser exhumados el 11 de noviembre de 1923. En ese día fueron embarcados en el vapor Puchol y llevados a Málaga, en cuyo Ayuntamiento se instaló la capilla ardiente. Trasladados por ferrocarril a Madrid, llegaron a la estación de Atocha el día 14 y fueron colocados en la glorieta del mismo nombre, donde una brigada mixta al mando del general Cabanellas les rindió honores, tras lo cual el rey Alfonso XIII impuso al féretro la Cruz Laureada de San Fernando, que le había sido concedida dos días antes en premio a su heroica actuación durante el Desastre de Annual. Tras el responso rezado por el patriarca de las Indias, el cortejo, presidido por el Rey, marchó a pie por el paseo del Prado hasta la calle Mayor, desde donde en vehículos se trasladó al cementerio de San Isidro para recibir nueva sepultura en el nicho familiar, en el que el Arma de Caballería había levantado un monumento, obra de Benlliure.
Inexplicablemente, el Regimiento de Alcántara no recibió la Laureada Colectiva que había merecido por su sacrificio hasta noventa años después, si bien su hazaña fue inmortalizada por Mariano Benlliure en un grupo escultórico que representaba a cuatro jinetes del Regimiento pertenecientes a diferentes épocas y que el 25 de junio de 1931 sería inaugurado a la entrada de la Academia de Caballería de Valladolid. El mismo escultor fue el autor de una estatua del héroe, que se enclavó en Alcalá de Henares a la entrada del Acuartelamiento Primo de Rivera.
Otro monumento al Regimiento se levantó en el patio de su acuartelamiento en Melilla, y en él figuraban las bajas habidas por este Cuerpo durante el Desastre de Annual, un 90 por ciento de sus efectivos. Estuvo casado con María Cobo de Guzmán y Moreno, tuvieron tres hijos: Miguel, Inés y Dolores Primo de Rivera y Cobo de Guzmán.
El teniente coronel Fernando Primo de Rivera y Orbaneja figura desde su muerte como número uno de los tenientes coroneles de la Caballería española.